# Admiral Pitka
ENS
Admiral Pitka var en estländsk fregatt och den estniska flottans flaggskepp 2000–2013.
Fartyget byggdes år 1975 på Aalborg Værft som patrullbåt
åt Søværnet och fick namnet Beskytteren. Hon var anpassad för arktiska förhållanden och tjänstgjorde i Grönland och Färöarna 1976–2000.
Hon skänktes till Estland och övertogs formellt av estniska flottan vid en ceremoni den 21 november 2000 i Tallinn och döptes om till Admiral Pitka. Hon tjänstgjorde bland annat inom Nato men lades upp år 2008.
I april 2013 meddelade den estniska flottan att man av ekonomiska skäl ville lämna fartyget tillbaka till Danmark eller låta skrota det. Hon stöks ur rullorna den 13 juni 2013 och skrotades i mars 2014.